# Jordan Aboudou
Jordan Aboudou (Colombes, 30 de janeiro de 1991) é um basquetebolista profissional francês que atualmente defende o AS Mônaco na Liga Francesa e Liga dos Campeões.